# علی‌آباد (آبگرم)
علی‌آباد یک روستا در ایران است که در دهستان خرقان شرقی شهرستان آوج واقع شده‌است. علی‌آباد ۳۷ نفر جمعیت دارد.